# Dirk Schlächter
Dirk Schlächter (* 15. února 1965 v Bad Nauheim v Německu) je baskytarista německé powermetalové hudební skupiny Gamma Ray.
V jedenácti letech dostal svoji první akustickou kytaru, v patnácti pak kytaru elektrickou. V devatenácti letech začal hrát na basovou kytaru. Působil v řadě lokálních hudebních skupin jako Blue Life, Sold Out, Louis Glover House Band a Drivin' Force.
Jako hostující muzikant se podílel již na prvním albu skupiny Gamma Ray, Heading for Tomorrow, kde odehrál part pro basovou kytaru v písni "Money" and část v písni "The Silence". V ostatních písních na basovou kytaru hrál Uwe Wessel. Schlächter byl najat jako hráč na baskytaru na první turné skupiny, ale poté, kdy se rozpadla skupina Uwe Wessela, byl jím Schlächter na místě baskytaristy nahrazen. Místo toho mu bylo nabídnuto místo druhého kytaristy. Schlächter se tak stal členem skupiny. Na kytaru hrál na albech Sigh No More, Insanity and Genius a Land of the Free. Po vydání posledně jmenovaného alba Schlächter přešel na pozici baskytaristy and novým kytaristou skupiny se stal Henjo Richter.